# Grenoble École de Management
Grenoble École de Management er en europæisk business school med campusser i Grenoble og Paris. Skolen blev oprettet i 1984. 
GEM blev placeret på en 20. plads blandt de europæiske business schools i 2015 af Financial Times. I 
2015 blev GEM Master in Management-program placeret på en 20. plads på verdensplan af Financial Times. 
GEM har ligeledes fået en 94. plads på verdensplan for dens MBA. 
GEM har ligeledes et PhD-program såvel som adskillige Master-programmer inden for specifikke managementområder, såsom marketing, finans eller iværksætteri. 
GEM programmer har de tre internationale akkrediteringer AMBA, EQUIS og AACSB. 
Skolen har over 40.500 alumner inden for handel og politik.